# Bélmez de la Moraleda
Bélmez de la Moraleda is een gemeente in de Spaanse provincie Jaén in de regio Andalusië met een oppervlakte van 49 km². In 2001 telde Bélmez de la Moraleda 1894 inwoners.